# アメリカ合衆国小都市統計地域

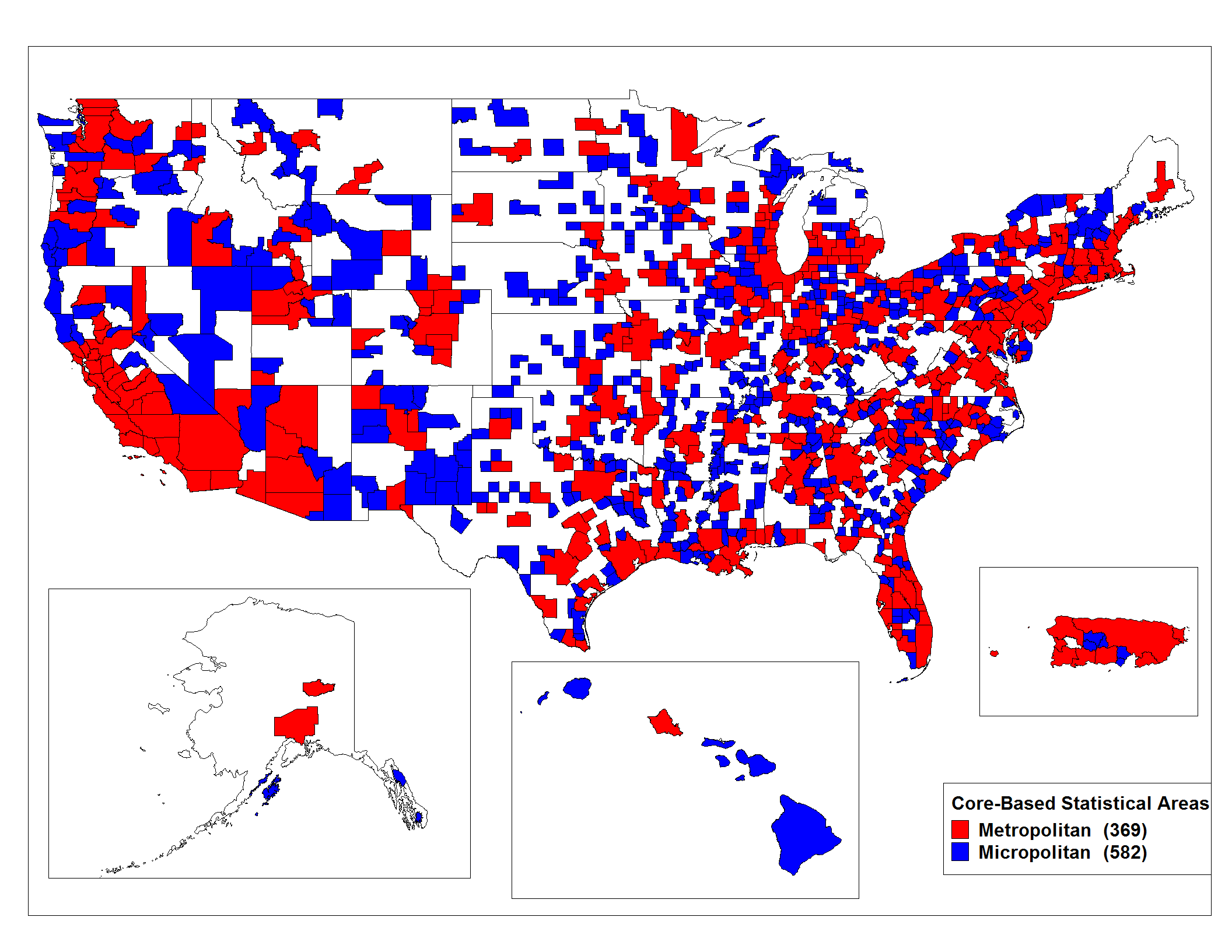
アメリカ合衆国のコアベース統計地域を示した地図。小都市統計地域は青色で示されている。（この地図は拡大可能）

アメリカ合衆国小都市統計地域(-がっしゅうこくしょうとしとうけいちいき、英: United States Micropolitan Statistical Areas、略称：µSA - ギリシア文字のµが、「小」micro-を表す) は、アメリカ合衆国行政管理予算局によって定義されたアメリカ合衆国の都市的地域の類型のひとつであり、中核都市地域(core urban area)となる都市や町の人口が1万人を超え、5万人を超えない地域を指す。

## 概要
小都市統計地域は2003年に設定された。より広く知られている大都市統計地域（中核都市地域の人口が5万人を超える地域）と同じように、小都市統計地域は、統計的な実態の把握を目的として、郡やそれに準じる区域(county-equivalent)を単位に編成される地理的実体である。行政管理予算局は、合衆国全土に577の小都市統計地域を設定している。
ここで「小都市」を意味する「ミクロポリタン (micropolitan)」という用語は、作家G・スコット・トマス(G. Scott Thomas)が、1989年に『American Demographics』誌に寄稿した記事で生み出し、翌1990年のトマスの著作『The Rating Guide to Life in America's Small Cities（アメリカ小都市生活の評価ガイド）』で広められたものである。1990年代になると、この表現は、大都市から遠く、時として100マイル(160km)以上も離れたところで、人口が成長している中心地を指して一般的に使用されるようになった。賃金水準や地価が低いことから、一部の小都市地域では、住宅地開発に伴う土地の細分化や、大都市圏と大差のない郊外文化が展開していることもある。
小都市統計地域に属する都市は、大都市のような経済的なり政治的重要性はもっていないが、周辺の広い範囲から通勤者や買い物客を集め、人口においても生産活動においても重要な中心地となっている。小都市統計地域の定義は、地域全体ではなく中核都市地域の人口によっているため、小都市統計地域の中には、地域全体の人口が一部の大都市統計地域よりも多い例もある。小都市統計地域で最も人口が多いのは、コネチカット州トリントン周辺で、2000年の時点で地域人口は18万人を超えていたが、中核都市であるトリントンの人口は35,202人であった。
小都市統計地域の多くは、高い人口の伸び率を見せているが、全米の小都市統計地域すべてを合計しても、その人口は全米の人口の10%程度に過ぎない。